# ТОР «Столица Арктики»
Территория опережающего социально-экономического развития «Столица Арктики» — территория в Мурманской области России, на которой действует особый правовой режим предпринимательской деятельности. Образована в 2020 году. На начало 2022 года на территории зарегистрировано 8 резидентов, общая сумма заявленных инвестиций составляет 103,7 млрд рублей.

## Развитие территории
ТОР «Столица Арктики» была создана в 2020 году в соответствии с Постановлением Правительства РФ от 12 мая 2020 года № 656. «Столица Арктики» стала первой ТОР в ведении Минвостокразвития, расположенной не на Дальнем Востоке.
В 2020 году границы территории были расширены за счет присоединения дополнительных участков, где будет построен морской терминал для рыбопромышленных компаний. Очередное расширение планируется в 2022 году, когда резидентом ТОР станет порт «Лавна».
В 2021 году началось строительство центра электропитания, который должен обеспечить электроэнергией резидентов ТОР. Суммарная мощность центра составляет 214 МВт, общий объем инвестиций оценивается в 4,7 млрд рублей.
По состоянию на конец 2021 года за счет инвестиционных проектов, реализуемых на ТОР «Столица Арктики», было создано почти 5000 новых рабочих мест.

## Условия для резидентов
ТОР «Столица Арктики» специализируется на портовой и промышленной деятельности, а также логистике. Требования к потенциальным резидентам предусматривают, что компании-соискатели должны быть зарегистрированы в ТОР «Столица Арктики», не должны иметь филиалов вне ТОР, предоставить минимальный объем инвестиций не менее 500 тыс. рублей, не находиться в процессе ликвидации, банкротства или реорганизации и соответствовать профильным видам деятельности ТОР.

## Морской терминал «Тулома»
Стратегическим проектом в рамках ТОР «Столица Арктики» стало строительство морского терминала «Тулома» в порту Мурманска.
ООО «Морской терминал Тулома» получило статус резидента ТОР «Столица Арктики» в декабре 2020 года. Реализуемый проект предполагает строительство терминала для перевалки экспортируемых минеральных удобрений, не имеющих класса опасности, и апатитового концентрата с железнодорожного на морской транспорт. Мощность перегрузочного порта составит 4 млн тонн в год с возможностью развития до 6 млн тонн.
Ввод терминала в эксплуатацию запланирован на 2023 год, общий объем инвестиций оценивается в 12,5 млрд рублей.